# Jasenice (ort i Tjeckien)
Jasenice är en ort i Tjeckien.   Den ligger i regionen Vysočina, i den sydöstra delen av landet, 160 km sydost om huvudstaden Prag. Jasenice ligger 415 meter över havet och antalet invånare är 211.
Terrängen runt Jasenice är huvudsakligen platt. Jasenice ligger nere i en dal. Runt Jasenice är det ganska tätbefolkat, med 65 invånare per kvadratkilometer. Närmaste större samhälle är Náměšť nad Oslavou, 5,7 km söder om Jasenice. I omgivningarna runt Jasenice växer i huvudsak blandskog.